# Geelsprietglimwapenvlieg
De geelsprietglimwapenvlieg (Microchrysa flavicornis) is een vliegensoort uit de familie Stratiomyidae. De wetenschappelijke naam van de soort werd gepubliceerd in 1822 door Meigen. De vliegperiode is van juni tot in augustus. 

## Kenmerken
Een kleine soort (lichaam 4,5 tot 5,0 mm lang). Antennes rood-geel. Poten overwegend geel, femora III zwartachtig. Beharing in het midden van het mesonotum en op de buik lichtgekleurd bij de man. Buik van vrouwelijk en ook frons van vrouwelijk metaalgroen. Vleugels doorzichtig. Buik met gouden reflecties.

## Habitat
Habitats zijn bladverliezende bosranden, hagen, geïsoleerde bomen en struiken. In de mest komen larven voor.

## Voorkomen
De soort komt voor in Noord-Europa en Centraal Europa.